# 勝つんだ!
「勝つんだ!」（かつんだ）は2009年6月3日にリリースされた腐男塾の3rdシングル。発売元はテイチクエンタテインメント（インペリアルレコード）。

## 概要
通常盤と初回限定盤（紫集院曜介Ver.）（武器屋桃太郎Ver.）（青明寺浦正Ver.）（緑川狂平Ver.）（赤園虎次郎Ver.）（流原蓮次Ver.）（彩黄寛兵衛Ver.）が発売された。初回限定盤にはDVDが付属している。また、表題曲の「勝つんだ！」は、「ヤッターマン」のパチンコ版のBGMにも使用されていた。
この曲をもって、彩黄寛兵衛が卒業。

## 収録曲

### 通常盤
1. 勝つんだ!
  - 作詞/作曲：はなわ 編曲：成田忍
  - ytv・日本テレビ系列アニメ「ヤッターマン」6代目エンディングテーマ
2. キミのものがたり
  - 作詞/作曲：はなわ 編曲：成田忍
3. 天才バカボン
  - 作詞：東京ムービー企画部 作曲：渡辺岳夫 編曲：成田忍
  - アイドル・フォーのカバー。

### 初回限定盤
1. 勝つんだ!
2. キミのものがたり
3. 哀戦歌
  - 作詞/作曲：はなわ 編曲：成田忍